# Mark Downey
Pour les articles homonymes, voir Downey.
Mark Downey (né le 3 juillet 1996 à Dromore) est un coureur cycliste irlandais. Il participe à des compétitions sur piste et sur route.

## Biographie
Enfant, Mark Downey pratique le vélo en tandem avec son père Seamus Downey, athlète olympique de 1984. Son frère Sean est également cycliste jusqu'en 2015.
Mark Downey dispute sa première course à l'âge de huit ans. À onze ans, il participe à ses premiers championnats d'Irlande et remporte l'or au contre-la-montre individuel et en critérium. Au cours des années suivantes, il remporte d'autres titres nationaux dans les différents groupes d'âge. En 2011, il représente l'Irlande au Festival olympique de la jeunesse européenne à Trabzon. 
En 2014, il devient sur piste vice-champion d'Europe de course aux points juniors (moins de 19 ans), puis en 2016 vice-champion d'Europe chez les espoirs (moins de 23 ans) dans la même discipline. À l'issue de l'année 2016 couronnée d'un succès d'étape au Tour Nivernais Morvan sur route, il s'engage en faveur du CC Étupes pour la saison suivante. Lors de la saison de Coupe du monde sur piste 2016-2017, il remporte deux manches et le général de la course aux points, ainsi que la course à l'américaine à Los Angeles (avec Felix English).

### 2018-2019: passage chez Team Wiggins et EvoPro Racing
Fin décembre 2017, l'équipe continentale britannique Wiggins annonce son effectif pour la saison 2018 dont font partie trois irlandais, Matthew Teggart, Michael O'Loughlin et Mark Downey. Cette structure lui permet de se focaliser sur la piste, notamment pour la course à l'américaine en compagnie de Felix English en vue des Jeux Olympiques de Tokyo.
Sur route, il prend part en mars à des épreuves portugaises dont la Classica da Arrábida qu'il conclut à la quatrième place, où brille également son coéquipier James Fouché (2e). Ils enchaînent par le Tour de l'Alentejo, leader du classement général durant trois jours, il perd la tête à la suite du contre-la-montre individuel, seule étape où il ne termine pas dans le top 5. Il s'adjuge tout de même la troisième position au classement général final, remportant le classement du meilleur jeune et terminant deuxième du classement par points. 
En mai, il participe à deux épreuves françaises, À travers les Hauts-de-France où se distinguent ses coéquipiers Gabriel Cullaigh (2e d'étape) et Teggart (10e du général) puis Paris-Roubaix Espoirs (46e). Il réalise deux tops 10 sur des étapes du Tour d'Italie espoirs en juin avant de distinguer sur une autre épreuve espoirs, le Tour de l'Avenir, auteur de quatre tops 15 et étant seulement privé de la victoire par Alessandro Covi sur la sixième étape. En fin de saison, il découvre le Tour de Grande-Bretagne, 17e de la quatrième étape adjugée au terme d'un sprint massif. 
Il rejoint pour la saison 2019 la nouvelle équipe continentale irlandaise EvoPro Racing, ayant toujours dans l'optique de combiner ses engagements sur piste et sur route. Son équipe lance ainsi sa saison sur le Challenge de Majorque où il termine 36e du Trofeo Palma. Son calendrier a une forte connotation française, Mark Downey prenant ainsi le départ du Circuit des Ardennes International (15e d'étape), du Tro Bro Leon (66e), du Tour de Bretagne et des Boucles de la Mayenne (19e d'étape). Sur piste, il obtient la médaille de bronze de la course aux points aux mondiaux de Pruszków.

### Depuis 2020
Lors des championnats du monde de cyclisme sur piste ayant lieu à Berlin, Mark Downey et Felix English se qualifient pour la course à l'américaine pour les Jeux olympiques de Tokyo. Sa qualification acquise et la pandémie de Covid-19 s'accentuant, il fait le choix de rentrer en Irlande et s'investit dans le magasin de vélo de son père. Engagé avec l'équipe bretonne Côtes d'Armor Marie-Morin-Véranda Rideau pour la saison 2020, il ne prend part à aucune course dans l'hexagone.
En 2021, il s'engage en faveur d'une autre formation amateur française, Creuse Oxygène Guéret. Évoluant hors DN, elle lui permet d'adapter son calendrier et sa préparation à l'échéance olympique. Lors de ces Jeux olympiques, il prend la 17e place sur l'omnium. Sur la course à l'américaine avec Felix English, marqués par la vitesse de l'épreuve, la plus rapide à laquelle ils ont pris part, ils abandonnent. 

## Palmarès sur route

### Par année
- 2013
  - 1re étape du Tour d'Irlande juniors (contre-la-montre)
  - 2e du Tour d'Irlande juniors
  - 2e du championnat d'Irlande du contre-la-montre espoirs
- 2015
  - 3e du championnat d'Irlande du contre-la-montre espoirs
- 2016
  - 2e étape du Tour Nivernais Morvan
  - 2e du championnat d'Irlande sur route espoirs
- 2017
  - 9e du championnat du monde sur route espoirs
- 2018
  - 2e du championnat d'Irlande sur route espoirs
  - 3e du Tour de l'Alentejo
  - 3e du championnat d'Irlande sur route

### Classements mondiaux
| Année           | 2016   |
| --------------- | ------ |
| UCI Europe Tour | 1 047e |

## Palmarès sur piste

### Jeux olympiques
- Tokyo 2020
  - 17e de l'omnium
  - 12e de la course à l'américaine

### Championnat du monde
- Hong Kong 2017
  - 6e de l'américaine[10]
  - 10e de la course aux points[11]
- Apeldoorn 2018
  - 9e de l'américaine[12]
  - 11e de la course aux points[13]
- Pruszków 2019
  -  Médaillé de bronze de la course aux points
  - 11e de l'américaine

### Coupe du monde
- 2016-2017
  - Classement général de la course aux points
  - 1er de la course aux points à Apeldoorn
  - 1er de la course aux points à Cali
  - 1er de l'américaine à Los Angeles (avec Felix English)
  - 2e de l'américaine à Cali

### Championnats d'Europe
| Édition / Épreuve          | Course aux points |
| Anadia 2014 (juniors)      | Argent            |
| Montichiari 2016 (espoirs) | Argent            |
| Anadia 2017 (espoirs)      | Bronze            |

### Championnats d'Irlande
- 2019
  -  Champion d'Irlande de l'américaine (avec Marc Potts)
- 2020
  -  Champion d'Irlande du scratch